# Mytilus galloprovincialis
Mytilus galloprovincialis é uma espécie de molusco bivalve filtrador marinho da família Mytilidae, conhecido pelo nome comum de mexilhão-do-mediterrâneo. A espécie faz parte do complexo específico de Mytilus edulis e está incluída na lista das espécies invasoras mais agressivas do mundo da União Internacional para a Conservação da Natureza. A espécie é objecto de exploração comercial, sendo extensamente produzida em maricultura (mais especificamente mitilicultura).

## Descrição
Os espécimes de M. galloprovincialis podem atingir 140 mm de comprimento, com uma concha lisa, ligeiramente mais larga na base e com coloração azul violáceo.
O genoma desta espácie consta de 1400-1900 Mb. Existem bases de dados que recolhem a limitada informação que existe sobre as sequências expressas (ESTs), mas não se conhece a sequência do genoma completo. Em agosto de 2010 foi anunciada na Galiza a finalização da sequenciação do genoma, mas todavia ainda não foi publicado. A Consellería de Economía e Indústria da Junta de Galicia concedera uma ajuda financeira para sequenciar aquele genoma a um grupo de investigadores do Instituto de Investigaciones Marinas CSIC e a outro grupo da Universidade de Vigo, que utilizaram linhagens de mexilhões criadas no IIM-CSIC a partir de espécimes recolhidos das rias galegas para isolar, extrair e quantificar o ADN genómico tanto do núcleo como das mitocôndrias recorrendo a protocolos específicos estabelecidos no seu próprio laboratório. O conhecimento do genoma deste mexilhão permitirá ajudar a proteger e melhorar este recurso e outros de natureza similar.
A espécie é um organismo filtrador, raro abaixo da zona entremarés, com reprodução do tipo gonocorista de desovas totais. As gónadas alargam-se por todo o corpo, com coloração creme nos machos e rosada nas fêmeas. Cada indivíduo liberta milhões de gâmetas  durante os eventos de desova. Com o desenvolvimento dos óvulos fertilizados, os ovos convertem-se em larvas planctotróficas de natação livre, capazes de percorrer grandes distâncias.
Ao atingir a maturidade sexual (aos 1-2 anos de idade) a reprodução ocorre mais de uma vez em cada ano, com uma produção anual de material reprodutivo, expressa como percentagem da massa corporal, superior a 120% do peso médio do indivíduo.
Nas costas da África Austral, onde foi introduzida, a espécie confunde-se facilmente com a espécie nativa Choromytilus meridionalis (o mexilhão-negro), embora esta tenha concha mais estreita na base e ocorra geralmente abaixo da linha da baixa-mar.

## Sistemática
A espécie Mytilus galloprovincialis integra um complexo específico, com pelo menos três agrupamentos taxonómicos estreitamente aparentados, conhecido como o «complexo Mytilus edulis». Em conjunto, este grupo de espécies filogeneticamente muito próximas tem uma distribuição natural que se estende a ambas as costas do Atlântico Norte (incluindo o Mediterrâneo), ao Pacífico Norte (onde ocorre em águas temperadas e polares) bem como às costas com condições climáticas similares no Hemisfério Sul.
A distribuição dos taxa que integram o complexo tem vindo a ser modificada devido à acção humana já que os membros do grupo se podem comportar como espécie invasora quando libertados em ambiente com as condições ecológicas adequadas. Os membros do grupo podem hibridizar entre si quando presentes no mesmo biótopo.
O complexo específico M. edulis integra os seguintes taxa:
- Mytilus edulis sensu stricto — nativo do Atlântico Norte;
- Mytilus galloprovincialis — nativo do Mediterrâneo, incluindo o Mar Negro, e algumas regiões da costa ocidental europeia, mas introduzido em algumas regiões das costas temperadas do Pacífico Norte, na África do Sul e em algumas outras costas temperadas do Hemisfério Sul;
- Mytilus planulatus — uma linhagem distinta, nativa do Hemisfério Sul, onde ocorre na costa sul da Austrália e nas costas da Tasmânia e Nova Zelândia;
- Mytilus platensis (sinónimo júnior: Mytilus chilensis) — espécie que ocorre nas águas costeiras temperadas e sub-antárticas da América do Sul e das ilhas Kerguelen;[8]
- Mytilus trossulus — espécie nativa do Pacífico Norte, mas com ocorrência em algumas regiões costeiras do extremo norte do Oceano Atlântico e no Mar Báltico.

Nesse contexto, a espécie Mytilus galloprovincialis é uma das três principais espécies intimamente relacionadas no «complexo Mytilus edulis» de espécies mexilhões que colectivamente estão amplamente distribuídas nas costas de clima temperado a clima subárctico de ambos os hemisférios, nos quais são muitas vezes as espécies dominantes em substratos rochosos dos habitats da zona entremarés e do infralitoral.
A espécie M. galloprovincialis hibridiza frequentemente com os seus táxons irmãos, as espécies estreitamente relacionadas Mytilus edulis e Mytilus trossulus, quando ocorram no mesmo biótopo. Apesar das semelhanças, M. galloprovincialis é considerada como sendo a espécie mais tolerante à água quente das três que compõem o complexo específico e, talvez por isso, apresenta a distribuição natural mais a sul nas costas da Europa e da América do Norte (embora também ocorra em algumas regiões das altas latitudes).

## Distribuição e habitat
A espécie M. galloprovincialis é nativa das costas do Mediterrâneo e da costa atlântica ibérica. Existem registos antigos da presença da espécie até à costa da Galiza, no região noroeste da Península Ibérica.
Ao longo do último século a área de distribuição da espécie foi alargada, estando agora naturalizada em muitas regiões costeiras de clima temperado e frio. Na Europa, Mytilus galloprovincialis está presente nas costas do Mar Mediterrâneo e do Mar Negro, e nas costas do Atlântico, desde o sul de Portugal até ao norte da França e das Ilhas Britânicas. Ocorre localmente nas costas da Noruega e foi recentemente encontrada no Árctico Europeu, incluindo o norte da Noruega e Svalbard.
No norte do Pacífico, a espécie é encontrada ao longo da costa da Califórnia, onde foi introduzida a partir da Europa pela actividade humana no início do século XX, e também na região de Puget Sound, no Estado de Washington, onde foi utilizada para fins de maricultura. Também está presente como espécie invasora nas costas do Japão, incluindo as ilhas Ryukyu, bem como nas costas da Coreia do Norte e na região em torno de Vladivostok no extremo oriental da Rússia.
 Mytilus galloprovincialis  também está presente com uma linhagem nativa em partes do Hemisfério Sul. Além disso, há populações introduzidas do norte recentemente devido à acção humana. Estas linhagens distinguem-se por caracteres genéticos diferenciados em relação à linhagem nativa. Nenhuma população nativa de Mytilus estava presente nas costas da África Austral, mas o mexilhão-do-mediterrâneo foi introduzido a partir da Europa em 1984 e é agora o mexilhão dominante entre-marés na costa atlântica daquela região da África. A distribuição abrange uma área que vai da fronteira Namíbia até Port Alfred (na costa do Cabo Oriental), ocupando a zona entremarés até imediatamente abaixo do limite da baixa-mar. M. galloprovincialis é também encontrado em populações isoladas na Nova Zelândia, na Austrália e nas costas das regiões temperadas da América do Sul.
Em geral a espécie ocorre em costas rochosas recobertas ou expostas, mas está geralmente ausente de áreas com fundos com muito sedimento fino ou arenosos. A distribuição vertical termina no limite com os substratos bênticos da franja intermarés, embora cresça bem em cabos suspensos na coluna de água.
M. galloprovincialis adere firmemente às rochas do substrato mediante as fortes fibras do seu bisso, o qual é secretado por um pé móvel.

## Utilização
Os mexilhões da espécie M. galloprovincialis são utilizados para alimentação humana em diversas regiões costeiras do mundo, sendo objecto de importante actividade comercial de mitilicultura.
Uma das regiões onde atinge maior importância económica é na costa galega, onde é comercializado com o nome de «mejillón de Galicia», uma denominação de origem protegida utilizada para o comércio desta espécie quando o seu local de apanha ou cultura seja a Galiza. Naquela região estes mexilhões são produzidos em mitilicultura em cercados, designados por bateas, numa área marítima delimitada das rias galegas de Ares-Sada, Muros-Noia, Arosa, Pontevedra e da Ria de Vigo.
A produção de mexilhões da Galiza constitui cerca de 80% da produção da aquicultura marinha espanhola. O sector do mexilhão galego, com mais de 3300 bateas, gera cerca de 11 500 postos de trabalho directos (dos quais cerca de 8 500 são fixos) e 7 000 postos indirectos e um volume de facturação anual que oscila entre os 120 e os 150 milhões de euros.
Em Vigo, Galiza, celebra-se em cada mês de setembro no parque de Castrelos a «Fiesta del mejillón».